# Artur Pappenheim
Pour l’article homonyme, voir Pappenheim.
Artur Pappenheim, né le 13 décembre 1870 à Berlin et mort le 31 décembre 1916 du typhus dans la même ville, est un hématologue allemand.

## Parcours
Il fréquente le lycée Königliches Wilhelms-Gymnasium à Berlin jusqu'à son baccalauréat en 1889. Il étudie alors pendant deux ans les mathématiques et la philosophie à  Fribourg et Berlin. Il débute ensuite des études de médecine et de sciences naturelles à Berlin. Il y effectue un doctorat en 1895 et obtient son inscription à l'ordre des médecins en 1896.

## Activités scientifiques
Il réalise des recherches sur les cellules sanguines et s'intéresse notamment, sans grand succès, à l'identification de cellules souches sanguines par comparaison morphologique. Sa méthode de coloration panoptique (parfois appelée  coloration de Pappenheim) est toujours usitée.
Il crée en 1904 Folia Haematologica, une revue internationale spécialisée en hématologie. En 1908, il fonde la société d'hématologie de Berlin.
Il donne son nom au Prix Artur Pappenheim qui est décerné chaque année depuis 1970 par la société d'hématologie allemande pour un travail scientifique concernant le champ de l'hématologie.

## Publications
- Die Bildung der roten Blutscheiben, 1895.
- Grundriss der Farbchemie zum Gebrauch bei mikroskopischen Arbeiten, 1901.
- Atlas der menschlichen Blutzellen, 1905-1912.
- Grundriss der haematologischen Diagnostik und praktischen BlutuntersuchungVIII + 264 pages, 1911
- Technik der klinischen Blutuntersuchung, 1911.
- Über die verschiedenen lymphoiden Zellformen des normalen und pathologischen Blutes, 1911 (avec Adolfo Ferrata)